# U-983
Unterseeboot 983 foi um submarino alemão do Tipo VIIC, pertencente a Kriegsmarine que atuou durante a Segunda Guerra Mundial.

## Comandantes
| Comandante   | Data                                        |
| ------------ | ------------------------------------------- |
| Hans Reimers | 16 de junho de 1943 - 8 de setembro de 1943 |

## Subordinação
Durante o seu tempo de serviço, esteve subordinado às seguintes flotilhas:
| Período                                     | Flotilha                                |
| ------------------------------------------- | --------------------------------------- |
| 16 de junho de 1943 - 8 de setembro de 1943 | 5. Unterseebootsflottille (treinamento) |